# Selección femenina de sóftbol de China Taipéi

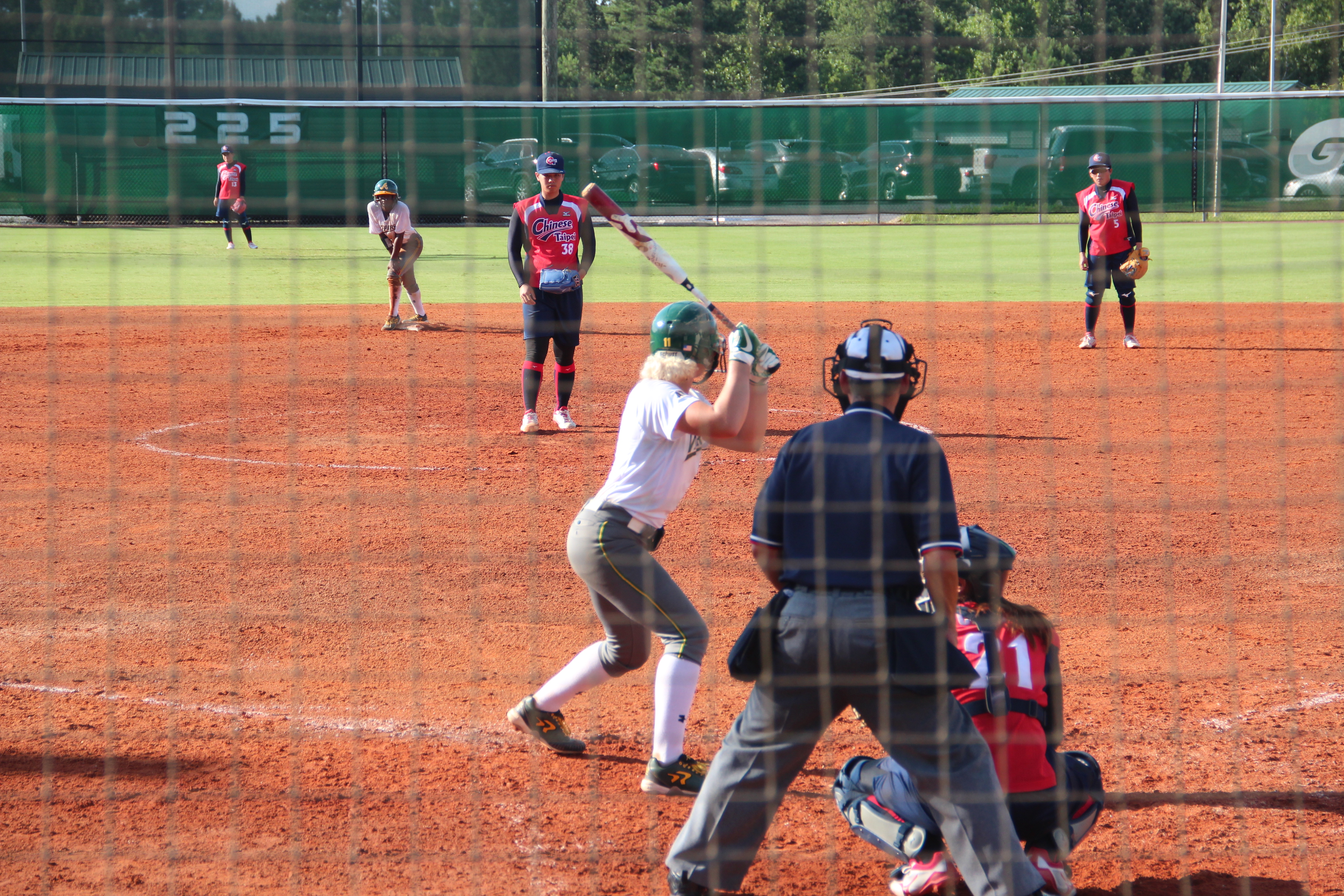
China Taipéi (de rojo) en Georgia Gwinnett College en 2018

La Selección femenina de sóftbol de China Taipéi es el equipo nacional femenino de China Taipéi. El equipo compitió en el Campeonato Mundial de Sóftbol Femenino de 1986 en Auckland, Nueva Zelanda, donde terminaron sextos. El equipo compitió en el Campeonato Mundial de Sóftbol Femenino de 1990 en Normal, Illinois, donde terminaron con 6 victorias y 3 derrotas. El equipo compitió en el Campeonato Mundial Femenino ISF 1994 en San Juan de Terranova, donde terminaron quinto. El equipo compitió en el Campeonato Mundial de Sóftbol Femenino de 1998 en la ciudad de Fujinomiya, Japón, donde terminaron séptimos. El equipo compitió en el Campeonato Mundial de Sóftbol Femenino de 2002 en Saskatoon, Saskatchewan donde terminaron terceros. El equipo compitió en el Campeonato Mundial de Sóftbol Femenino de 2006 en Beijing, China, donde terminaron octavos. El equipo compitió en el Campeonato Mundial de Sóftbol Femenino de 2010 en Caracas, Venezuela, donde terminaron séptimos.

## Participaciones
| Año  | Sede                  | Pos.         |
| ---- | --------------------- | ------------ |
| 1965 | Melbourne             | No participó |
| 1970 | Osaka                 | 6°           |
| 1974 | Stratford             | 5°           |
| 1978 | San Salvador          | 4°           |
| 1982 | Taipéi                | 2°           |
| 1986 | Auckland              | 6°           |
| 1990 | Normal (Illinois)     | 5°           |
| 1994 | San Juan de Terranova | 5°           |
| 1998 | Fujinomiya            | 7°           |
| 2002 | Saskatoon             | 3°           |
| 2006 | Pekín                 | 8°           |
| 2010 | Caracas               | 7°           |
| 2012 | Whitehorse            | 7°           |
| 2014 | Haarlem               | 5°           |
| 2016 | Surrey                | 12°          |
| 2018 | Chiba                 | 9°           |
| 2023 | TBA                   | TBA          |

- Datos: Q16961444

1. ↑  «1986 ISF Women's World Championship». web.archive.org. 25 de febrero de 2014. Archivado desde el original el 1 de octubre de 2016. Consultado el 8 de marzo de 2021.
2. ↑  «1990 ISF Women's World Championship». web.archive.org. 25 de febrero de 2014. Archivado desde el original el 25 de febrero de 2014. Consultado el 8 de marzo de 2021.
3. ↑  «1994 ISF Women's World Championship». web.archive.org. 25 de febrero de 2014. Archivado desde el original el 25 de febrero de 2014. Consultado el 8 de marzo de 2021.
4. ↑  «1998 ISF Women's World Championship». web.archive.org. 25 de febrero de 2014. Archivado desde el original el 25 de febrero de 2014. Consultado el 8 de marzo de 2021.
5. ↑  «2002 ISF Women's World Championship». web.archive.org. 25 de febrero de 2014. Archivado desde el original el 25 de febrero de 2014. Consultado el 8 de marzo de 2021.
6. ↑  «FOUR TEAMS QUALIFY FOR 2004 OLYMPIC GAMES». web.archive.org. 25 de febrero de 2014. Archivado desde el original el 25 de febrero de 2014. Consultado el 8 de marzo de 2021.
7. ↑  «2006 ISF Women's World Championship - Final Standings». web.archive.org. 25 de febrero de 2014. Archivado desde el original el 25 de febrero de 2014. Consultado el 8 de marzo de 2021.
8. ↑  «USA WINS 2006 WOMEN'S WORLD CHAMPIONSHIP». web.archive.org. 25 de febrero de 2014. Archivado desde el original el 25 de febrero de 2014. Consultado el 8 de marzo de 2021.
9. ↑  «USA BLANKS JAPAN FOR WORLD TITLE; CANADA TAKES BRONZE». web.archive.org. 25 de febrero de 2014. Archivado desde el original el 25 de febrero de 2014. Consultado el 8 de marzo de 2021.